# Loren Woods
Loren Gerard Woods (St. Louis, 21 juni 1978) is een Amerikaans-Libanees voormalig basketballer.

## Carrière
Woods speelde van 1996 tot 1998 collegebasketbal voor de Wake Forest Demon Deacons en daarna tot in 2001 voor de Arizona Wildcats. In 2001 werd hij als 46e gekozen in de NBA draft dat jaar door de Minnesota Timberwolves. Hij speelde twee seizoenen bij de Timberwolves en tekende in 2003 een contract bij de Miami Heat. Hij werd in juni 2004 door de Charlotte Bobcats gekozen in de NBA expansion draft 2004. Hij speelde voor de Bobcats in de NBA Summer League. In augustus 2004 tekende hij als vrije speler bij de Toronto Raptors waar hij twee seizoenen speelde.
In augustus 2006 tekende hij bij de Sacramento Kings maar zijn contract werd in oktober 2006 al ontbonden. Hij speelde daarna voor de Austin Toros, het Litouwse KK Žalgiris Kaunas. Het seizoen 2007/08 speelde hij bij het Turkse Anadolu Efes SK. In maart 2008 tekende hij twee keer een tien-dagen contract bij de Houston Rockets en daarna een contract voor de rest van het seizoen. Hij keerde nadien terug naar het Litouwse KK Žalgiris Kaunas en speelde daarna nog vanaf februari 2009 voor Basket Zaragoza.
In het seizoen 2009/10 speelde hij voor Mahram Tehran BC. Hij tekende daarna bij de Cleveland Cavaliers maar zijn contract werd net voor de start van het seizoen ontbonden. Hij speelde daarna nog voor Zob Ahan Isfahan BC, in Libanon bij Al Riyadi Club Beirut, in Bahrein bij Al Hala Club en daarna nog bij Al Ahli Club.

### Nationale ploeg
In 1997 nam hij namens de Verenigde Staten deel aan de Universiade die ze wonnen Hij kwam later ook uit voor de Libanese nationale ploeg.

## Erelijst
- Universiade: 1997

## Statistieken

### Regulier seizoen
| Seizoen  | Team                   | WG  | WS | MPW  | 2P%  | 3P%  | FW%  | RPW | APW | SPW | BPW | PPW |
| -------- | ---------------------- | --- | -- | ---- | ---- | ---- | ---- | --- | --- | --- | --- | --- |
| 2001/02  | Minnesota Timberwolves | 60  | 0  | 8,6  | 34,4 | 0,0  | 73,3 | 2,0 | 0,4 | 0,3 | 0,6 | 1,8 |
| 2002/03  | Minnesota Timberwolves | 38  | 11 | 9,3  | 38,2 | 33,3 | 77,8 | 2,5 | 0,5 | 0,3 | 0,3 | 2,1 |
| 2003/04  | Miami Heat             | 38  | 2  | 13,3 | 45,8 | 0,0  | 60,0 | 3,5 | 0,3 | 0,3 | 0,5 | 3,2 |
| 2004/05  | Toronto Raptors        | 45  | 30 | 15,8 | 43,3 | 0,0  | 57,6 | 4,9 | 0,4 | 0,2 | 0,9 | 3,9 |
| 2005/06  | Toronto Raptors        | 27  | 4  | 12,0 | 47,5 | 0,0  | 42,9 | 4,1 | 0,1 | 0,3 | 0,9 | 2,3 |
| 2007/08  | Houston Rockets        | 7   | 0  | 2,4  | 60,0 | 0,0  | 0,0  | 0,1 | 0,3 | 0,0 | 0,0 | 0,9 |
| Carrière | Carrière               | 215 | 47 | 11,3 | 41,9 | 14,3 | 64,2 | 3,2 | 0,3 | 0,3 | 0,6 | 2,6 |

### Play-offs
| Seizoen  | Team                   | WG | WS | MPW | 2P%   | 3P% | FW% | RPW | APW | SPW | BPW | PPW |
| -------- | ---------------------- | -- | -- | --- | ----- | --- | --- | --- | --- | --- | --- | --- |
| 2002/03  | Minnesota Timberwolves | 2  | 0  | 1,0 | 33,3  | 0,0 | 0,0 | 0,5 | 0,0 | 0,0 | 0,0 | 1,0 |
| 2003/04  | Miami Heat             | 1  | 0  | 2,0 | 0,0   | 0,0 | 0,0 | 0,0 | 0,0 | 0,0 | 0,0 | 0,0 |
| 2007/08  | Houston Rockets        | 1  | 0  | 1,0 | 100,0 | 0,0 | 0,0 | 1,0 | 0,0 | 0,0 | 0,0 | 2,0 |
| Carrière | Carrière               | 4  | 0  | 1,3 | 50,0  | 0,0 | 0,0 | 0,5 | 0,0 | 0,0 | 0,0 | 1,0 |